# 볼로디미르 흐로이스만

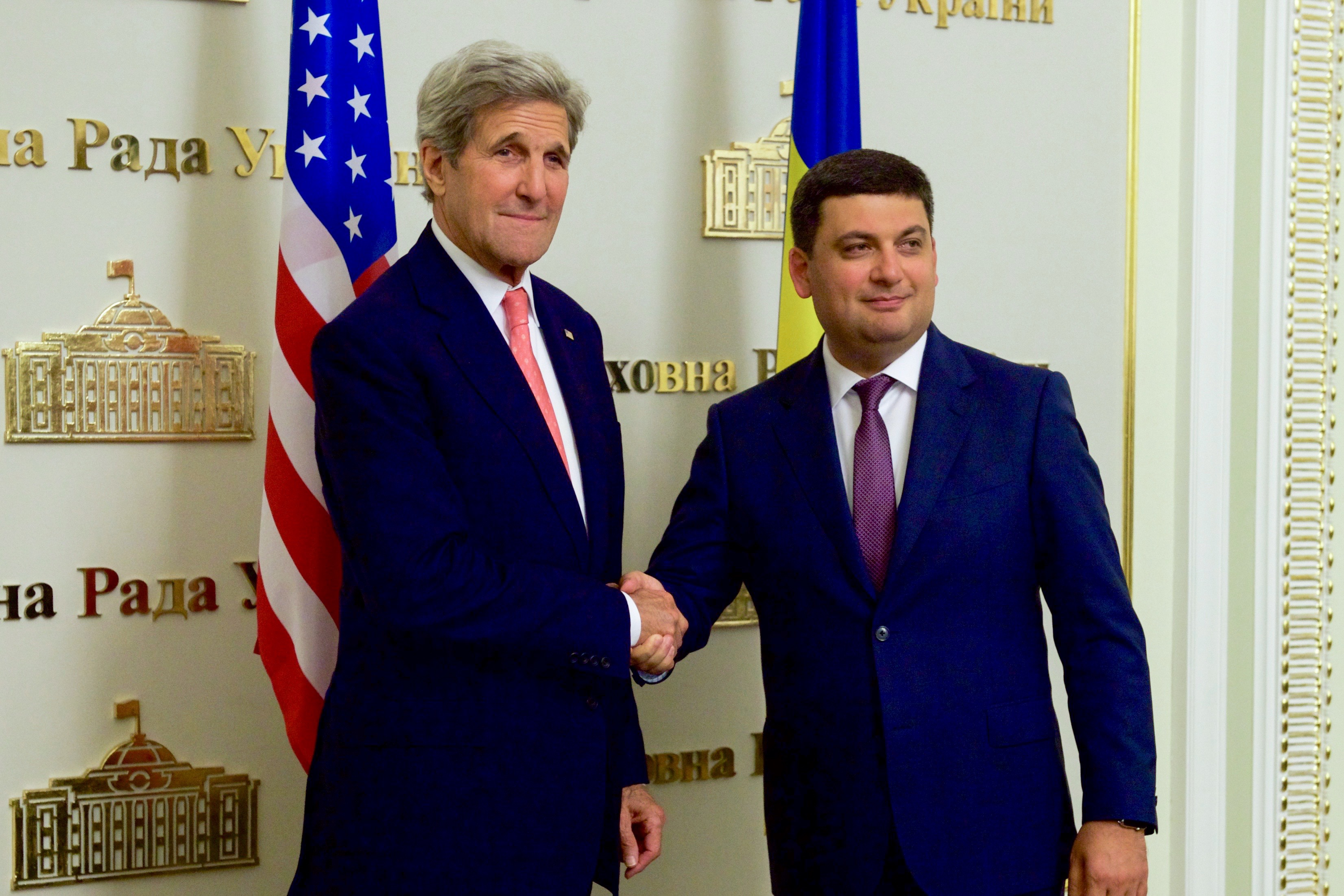
2016년 당시 존 케리 미국 국무장관과 만나는 흐로이스만 총리

볼로디미르 보리소비치 흐로이스만(우크라이나어: Володимир Борисович Гройсман, Volodymyr Borysovych Hroisman, 1978년 1월 20일 ~ )은 우크라이나의 정치인으로, 2016년 4월 14일부터 2019년 8월 29일까지 우크라이나의 총리직을 역임했다.
2006년 3월부터 2014년 2월까지는 빈니차의 시장을 지냈다. 2014년 11월부터는 우크라이나 지역정책부문 제1총리와 우크라이나 지역개발건설주거집합서비스부 장관을 겸직했다. 이후 2014년 우크라이나 총선에서 친대통령 성향의 페트로 포로셴코 블록의 정당명부에 등록되어 비례대표로 당선되었다. 흐로이스만은 2014년 11월부터 최고 라다 의장(국회의장)을 지내다가 우크라이나 총리직에 임명되었다. 2019년 우크라이나 총선에서는 자신이 창당한 우크라이나 흐로이스만 전략당으로 참여했다. 하지만 흐로이스만 당은 선거에서 의석을 얻는데 실패했다. 흐로이스만은 2019년 8월 29일 다음 총리로 올렉시 혼차루크가 임명되면서 총리직에서 내려왔다.
여러 국제 언론에서는 흐로이스만을 우크라이나 최초의 유대인 총리라고 말하고 있지만, 실제로는 권한대행까지 포함할 경우 1993년 총리 권한대행이었던 유힘 즈뱌힐스키가 최초이다.

## 어린 시절
볼로디미르 흐로이스만은 빈니차에서 유대인 부모 아래 태어났다. 아버지인 보리스 흐로이스만은 사업가이자 지역 정치인으로 활동했다. 1992년에는 14살의 나이에 학교에서 기계공으로 일하기 시작했다. 1994년에는 흐로이스만이 학교를 졸업하고 나서 아버지가 운영하던 소규모 개인 회사인 "OKO"의 사장이자 개인기업이었던 "YOUTH"의 사장으로 활동하기 시작했다.
2003년 흐로이스만은 우크라이나의 비정부 고등교육기관인 지역간 인사관리 아카데미(MAUP)에서 공부했다.

## 정치 경력
흐로이스만은 2002년 우크라이나 지방선거에서 빈니차 시의회 제29선거구 시의원에 당선되었다. 시의회에서는 인권, 합법성, 시의회 활동 및 윤리에 관한 시의회 상임위원회 부위원장으로 일했다. 2003년에는 지역간 인사관리 아카데미에서 법학 전공을 수료했다. 2004년에는 흐로이스만이 우리 우크라이나당에 가입했다.
2005년 11월 23일 흐로이스만은 시의회 의장이자 시장 권한대행으로 선출되었다. 2006년 3월 26일 열린 지방선거에서 흐로이스만이 빈니차 시장으로 선출되며 우크라이나 내 최연소 시장이 되었다.(선거 당선 당시 28세) 2010년 10월 10일 열린 지방선거에서는 우크라이나의 양심당 소속으로 출마하여 77.81%의 지지율로 빈니차 시장직에 재선했다. 시장 재임 기간 흐로이스만은 우크라이나 도시협회의 부회장직도 역임했다.
2010년 2월 흐로이스만은 국립 국가행정 아카데미에서 지역사회개발관리, 특히 지방 및 지역 수준의 관리법을 이수했다.

### 장관 시절
2014년 2월 27일 흐로이스만은 야체뉴크 제1내각에서 우크라이나 지역정책부문 제1총리와 우크라이나 지역개발건설주거집합서비스부 장관에 임명되었다. 장관 재임 기간에는 돈바스 전쟁 도중 일어난 말레이시아 항공 17편 격추 사건을 조사하는 말레이시아 항공 17편 격추에 대한 우크라이나 특별정부위원회의 위원장으로도 임명되었다.
내각을 지지했던 연합정부가 2014년 7월 24일 붕괴되었고 같은 날 우크라이나의 총리 아르세니 야체뉴크가 곧바로 사임한다고 발표했다. 하지만 야체뉴크의 사임안은 최고 라다에서 즉시 받아들여지지 않았다. 그럼에도 2014년 7월 25일 야체뉴크 내각은 흐로이스만을 총리 권한대행으로 임명했다. 2014년 7월 31일 야체뉴크의 사임안 투표가 정원 450명 중 찬성 16명만 나와 부결되면서 권한대행 임기가 끝났다.

### 최고 라다 의장

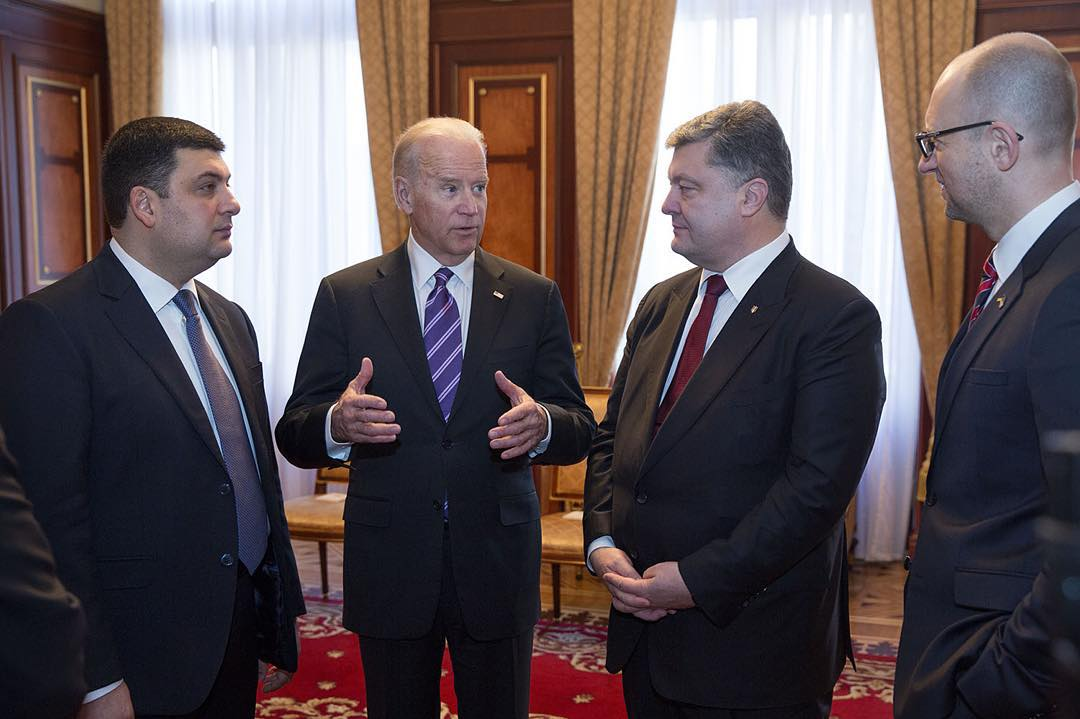
2015년 12월, 조 바이든이 우크라이나 의회에서 회동을 가진 모습. 왼쪽부터 볼로디미르 흐로이스만, 조 바이든, 페트로 포로셴코, 아르세니 야체뉴크다.

2014년 우크라이나 총선에서 흐로이스만은 페트로 포로셴코 블록의 선거명부 최고 10명에서 4순위로 올랐으며 비례후보로 당선되었다.
2014년 11월 27일 새로 선출된 의회가 개회되자 흐로이스만이 최고 라다 의장으로 선출되었다. 총원 435명 중 359명이 의장에 찬성했다. 의장 투표에서 흐로이스만이 유일한 후보로 나왔다. 12월 15일에는 우크라이나 국가안보 및 국방위원회 위원에 선출되었다.
흐로이스만은 2015년 전반기에 국회의원에게 과제를 제시하는 "개혁입법 지원계획법안"을 발의했다. 이 법안은 흐로이스만이 개혁을 위한 입법지침을 정의하고 법률 초안 작성에 책임을 분배하며 개혁을 위한 입법지원기간을 결정하고자 만들었다고 밝혔다.
2015년 3월에는 러시아 TV 시리즈의 우크라이나 내 방영 금지 법안을 지지했다. 2016년 내각위기 당시에는 친정부 진영의 신임 우크라이나 총리 후보 중 한명으로 꼽히기도 했다.

### 총리 시절
야체뉴크 내각을 둘러싼 대중의 불만과 여러 부패 혐의로 아르세니 야체뉴크 총리는 2016년 4월 10일 사임하겠다고 발표했다. 며칠 간의 원내 회의 끝에 2016년 4월 14일 흐로이스만이 페트로 포로셴코 블록, 인민전선, 부흥당, 인민의 의지 의원 등 422명 중 257명의 찬성으로 우크라이나의 16대 총리에 선출되었다. 흐로이스만은 총리 선출 당시 38세로 당시 역대 최연소 총리였으며 유일하게 유대계 민족이자 종교를 가진 정식 총리였다. 흐로이스만 총리 취임 첫 달에는 독립 정치인이 아니라며 포로셴코와 매우 긴밀한 관계에 있다는 보도가 많았지만 시간이 지나면서 흐로이스만은 포로셴코와 거리를 두기 시작하고 비판하기 시작했다.
흐로이스만이 총리로 선출되면서 신내각을 구성해야 했는데 우크라이나의 부패와 개혁 문제에 항의하며 사임한 각료들이 신내각에 재임용되었다. 또한 일부 내각진의 경우 포로셴코의 최측근들이 임명되기도 했다.
2016년 흐로이스만은 신내각 연설에서 부패와 싸우고 유럽연합과 긴밀한 관계를 구축하겠다고 밝혔으며 우크라이나 정부와 경제에 광범위하고 만연하게 퍼져 있는 부패에 문제를 제기했다.
흐로이스만은 2019년 4월 23일 페트로 포로셴코 블록을 탈당했다. 5월 20일에는 2019년 우크라이나 대통령 선거에서 볼로디미르 젤렌스키가 전 대통령 페트로 포로셴코를 꺾고 이겼으며 흐로이스만이 곧바로 총리직에 사임하겠다고 발표했다.

### 2019년 총선과 총리 사임
2019년 5월 24일 흐로이스만은 자신이 창당한 우크라이나 흐로이스만 전략으로 2019년 우크라이나 총선에 참여하겠다고 발표했다. 이 당은 2015년 지역정당으로 등록되었던 당이었다. 2019년 5월 30일 최고 라다에서는 흐로이스만의 총리 사임안 수용을 거부했으며 최소한 2019년 7월 예정된 선거일까진 흐로이스만이 계속 총리직에 남기로 확인했다. 2019년 열린 총선에서 우크라이나 전략당은 총 득표율 2.41%로 봉쇄조항인 5%를 넘지 못해 1석도 얻지 못했다. 또한 전략당은 지역구 의석도 1석도 얻지 못했다.
흐로이스만은 2019년 8월 29일 다음 총리로 올렉시 혼차루크가 임명되면서 총리직에서 내려왔다.

## 참고 문헌
- “Leader of the Verkhovna Rada of Ukraine”. 《Official portal》 (우크라이나어). Verkhovna Rada of Ukraine. 2014년 12월 22일에 확인함.